# Libinia erinacea
Libinia erinacea är en kräftdjursart som först beskrevs av Alphonse Milne-Edwards 1879.  Libinia erinacea ingår i släktet Libinia och familjen Pisidae. Inga underarter finns listade i Catalogue of Life.